# Were
Pour les articles homonymes, voir Were (homonymie).
Le were (ou kiunum) est une langue papoue parlée dans la province ouest en Papouasie-Nouvelle-Guinée.

## Classification
Le were est une des langues tirio, une des familles de langues papoues.

## Sources
- (en) Harald Hammarström, Robert Forkel, Martin Haspelmath, Sebastian Bank, Glottolog, Were.